# Igreja de Santo Antão (Bilbau)
A Igreja de Santo Antão (em castelhano: Iglesia de San Antón), denominação popular de San Antonio Abad, o nome oficial em espanhol de Santo Antão, é um templo católico construído nos finais do século XV, situado na cidade de Bilbau, no País Basco, norte de Espanha. Pela sua história e localização, nas margens da Ria de Bilbau, junto à Ponte de Santo Antão, ao Mercado da Ribeira e ao antigo ayuntamiento, em pleno centro do Casco Viejo, o centro histórico da capital biscaínha, fazem da igreja a mais popular da cidade, a ponto de figurar no seu escudo.

## História
Quase 300 anos antes da igreja ser edificada, existia no local onde se encontra uma lonja (armazém ou local de transações comerciais) de mercadorias fluviais. Quando em 1300 Diego López V de Haro, o décimo-primeiro senhor da Biscaia, outorgou a Carta Puebla (carta de foral) aos povoadores das margens do rio Ibaizábal, a antiga lonja foi incorporada no recinto urbano recém criado. Em 1334 Afonso XI de Castela construiu no local uma alcáçova e uma muralha defensiva que também servia de dique contra as inundações. Os restos desta muralha foram encontrados em escavações realizadas em 2002 e atualmente podem ver-se atrás do altar da igreja.
A alcáçova e o troço de muralha da zona foram depois demolidos para erigir no seu lugar uma igreja dedicada a Santo Antão, a qual foi consagrada em 1433. Tratava-se de uma construção de uma só nave, planta retangular e cobertura abobadada. Detrás do altar da igreja atual podem hoje ver-se restos das fundações da cabeceira da igreja original, de forma poligonal e construída em silhar, com blocos retangulares de arenito. A primeira igreja esteve em serviço cerca de 50 anos, pois em 1478 planeou-se a sua ampliação por se ter tornado pequena para acolher uma paróquia em contínuo crescimento. A segunda construção, de traçado ainda gótica e planta quase quadrangular, ficaria concluída, na sua estrutura básica, nos primeiros anos do século XVI, cerca de 1510.
O pórtico principal, de estilo renascentista, foi desenhado em 1544 por Juan de Garita e construído entre 1546 e 1548 por uma equipa de escultores liderada pelo franco-flamengo Guiot de Beaugrant. A varanda foi construída em 1559 pelo canteiro Juan de Láriz. As capelas adossadas na nave do Evangelho (setentrional) são gótico-renascentistas e datam do última terço do século XVI; a mais pequena delas é contígua ao pórtico. O campanário, em estilo barroco foi desenhado por Juan de Iturburu e construído por Manuel de Capelastegui, que concluiu a obra em 1775. As últimas adições foram o pórtico auxiliar, a sacristia e as instalações paroquiais, que rodeiam a parte oriental da igreja. Estas últimas obras foram realizadas em 1902 em estilo neogótico e são da autoria do arquiteto Enrique de Epalza.
Desde as suas origens e até ao século XIX, o interior da igreja foi usado como cemitério. O edifício sofreu várias calamidades ao longo da sua história, a última das quais ocorrida em 1983, quando as inundações levaram grande parte do seu mobiliário interior e arrancaram portas e gradeamentos. A 17 de julho de 1984 a igreja foi declarada "Bem de Interesse Cultural", na categoria de Monumento Histórico-Artístico Nacional.

## Arquitetura

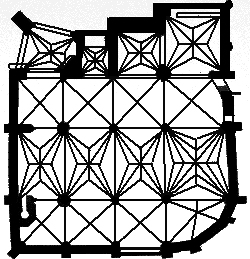
Planta da igreja

A construção atual consta de três naves escalonadas com quatro tramos cada uma e cobertas com abóbada em cruzaria, simples nas naves laterais e composta na nave central. A nervura mais elaborada, com terciarões duplos, cobre a capela-mor. Todos os arcos de apoio são ogivais, exceto os do primeiro tramo, que são de meio ponto. Os apoios isolados são pilares de núcleo cilíndrico a que se adossam colunas que recolhem as nervuras da abóbada e pilastras dos  arcos que suportam a abóbada. Nas paredes encontram-se semipilares com função similar. Todos os pilares e colunas têm capitéis lisos, exceto os da nave do Evangelho (a norte), que são decorados com bolas. Só as mísulas do primeiro tramo da nave oposta e as que se encontram debaixo do coro vão contra esta austeridade, sendo decoradas com motivos animais.
Nas paredes que fecham a nave central, debaixo das janelas, encontra-se o trifório, de proporções estreitas e em forma de galeria corrida, que cruza com a tela de parede que fecha a capela-mor. A sua traça é quase idêntica à do trifório da Catedral de Santiago. A igreja tem a peculiaridade de não ter abside e a cabeceira ser reta, enquanto que a parte da frente da nave sul forma uma chanfradura destinada a deixar passar as águas da ria.

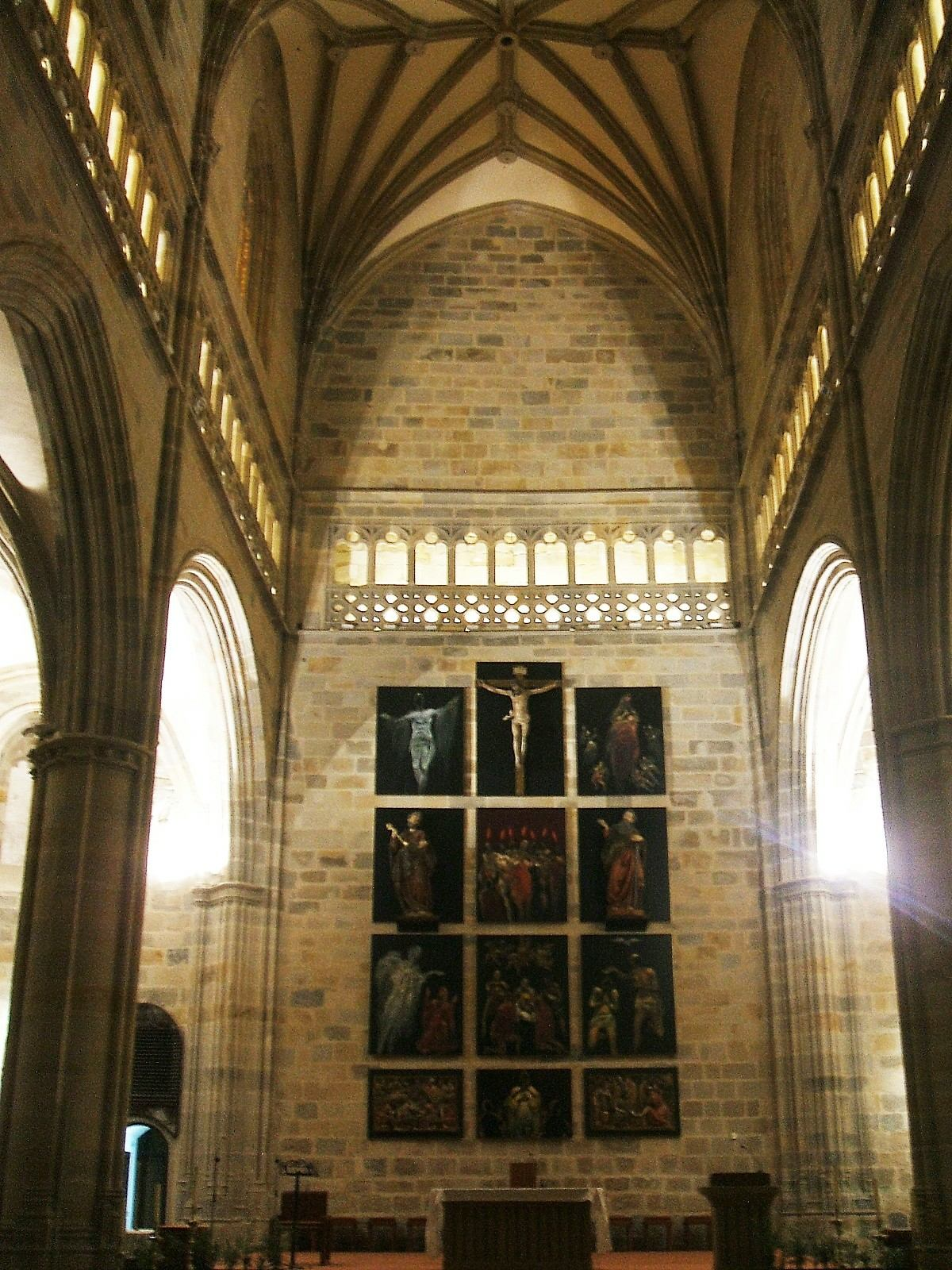
Retábulo-mor
O retábulo-mor  é um conjunto sem alvenaria formado por doze elementos: sete pinturas do artista bilbaíno contemporâneo Iñaki García Ergüin e, intercalados entre elas, cinco conjuntos escultóricos: na predela, dois relevos representando o Lava-pés e a Última Ceia; no corpo intermédio, dois bustos redondos de São Pedro e São Paulo; no ático, um Cristo crucificado. Os dois bustos e os relevos faziam parte de um retábulo  romanista desaparecido, que foi esculpido por Esteban de Velasco nos últimos anos do século XVI, segundo planos de Martín Ruiz de Zubiate. O Cristo é uma obra mais antiga, da primeira fase do Renascimento espanhol. Junto ao presbitério e à entrada, encontra-se um conjunto de talha de madeira policromada de Santo Antão, uma obra gótica do século XV.
Capelas particulares
Existem três capelas particulares, custeadas e mandadas construir pelos prebostes Lezama-Leguizamón, Martínez de Recalde e Ibaseta.
Capela de Santa Lúcia
A capela de Santa Lúcia é a mais antiga, remontando a 1530. No final do século XVII passou a ser a capela oficial do  Consulado. O seu acesso desde a nave central é fechado por um notável gradeamento do século XVII, com dois corpos e rematada em cima com escudos do preboste Leguizamón. Nela se encontra um retábulo rococó do último terço do século XVIII, onde se encontra uma imagem da Imaculada Conceição e uma talha de Santa Águeda no ático, que fazia parte de um retábulo de Antonio Alloitiz lavrado em 1664. Nas suas laterais encontram-se duas telas dos padroeiros da Biscaia, Santo Inácio de Loyola e São Valentim de Berriochoa, obras de 1907 da autoria do pintor Manuel Losada. Numa das paredes encontra-se uma tela de meados do século XVII que representa a Circuncisão de Jesus que, surpreendentemente, ocorre no estábulo de Belém e não no templo, como é tradicional.
Capela da Piedade

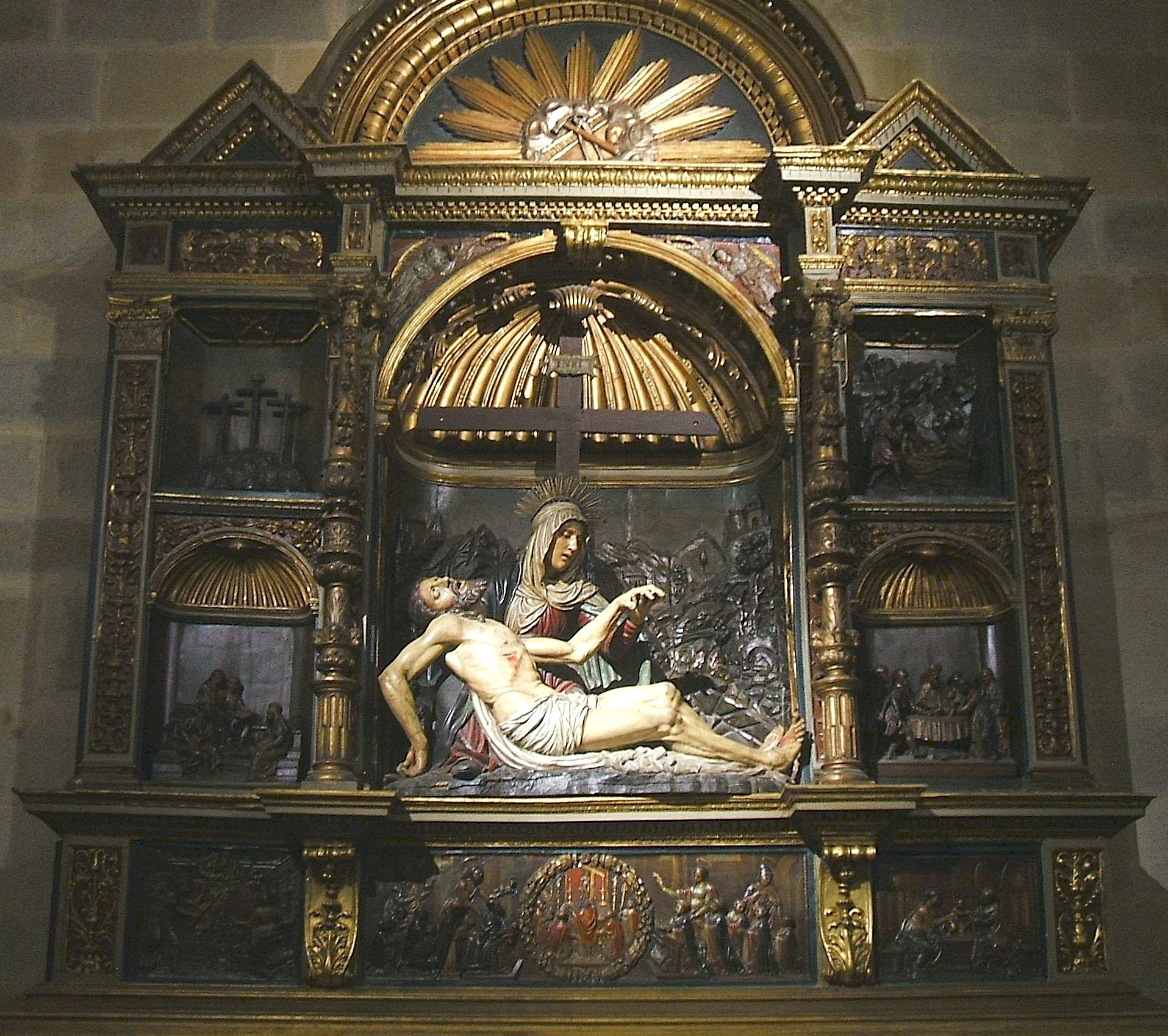
Retábulo da Piedade

A capela de Nossa Senhora da Piedade comunica com a anterior. A sua construção em estilo renascentista foi iniciada em 1538 e completada em 1554, embora o retábulo e o gradeamento sejam anteriores. O trabalho em ferro é um dos melhores exemplos do seu tipo de estilo renascentista de toda a Biscaia. O retábulo da Piedade é uma destacada obra plateresca, que se mostra semelhanças com o trabalho de Guiot de Beaugrant, que pode ter sido o autor do motivo central, uma expressiva imagem da Piedade da Virgem sustendo o corpo de Cristo morto, mas não dos relevos da predela e das partes laterais. À esquerda do retábulo há uma pintura de meados do século XVII com a cena da visita de Santo Antão a São Paulo Eremita.
Capela de São Roque
A capela de São Roque é a última capela e a mais pequena da três. O santo titular é representado por numa talha graciosa com um sepulcro debaixo de um arco do triunfo, provavelmente uma obra do escultor cortesão Juan Pascual de Mena, que a poderá ter realizado durante a sua estadia em Bilbau, entre 1754 e 1756, à semelhança do São Sebastião que se encontra ao lado.
Coro
O coro, situado ao fundo da igreja, foi construído no último quartel do século XVI, com intervenções do mestre Domingo de Garita e o entalhador Juan de Lete. Alberga um órgão fabricado em 1901 em Paris nas oficinas de Aristide Cavaillé-Coll. Debaixo do coro encontram-se as figuras de São Cosme e São Damião, lavradas em 1664 pelo escultor Antonio de Alloitiz.
Nave da Epístola

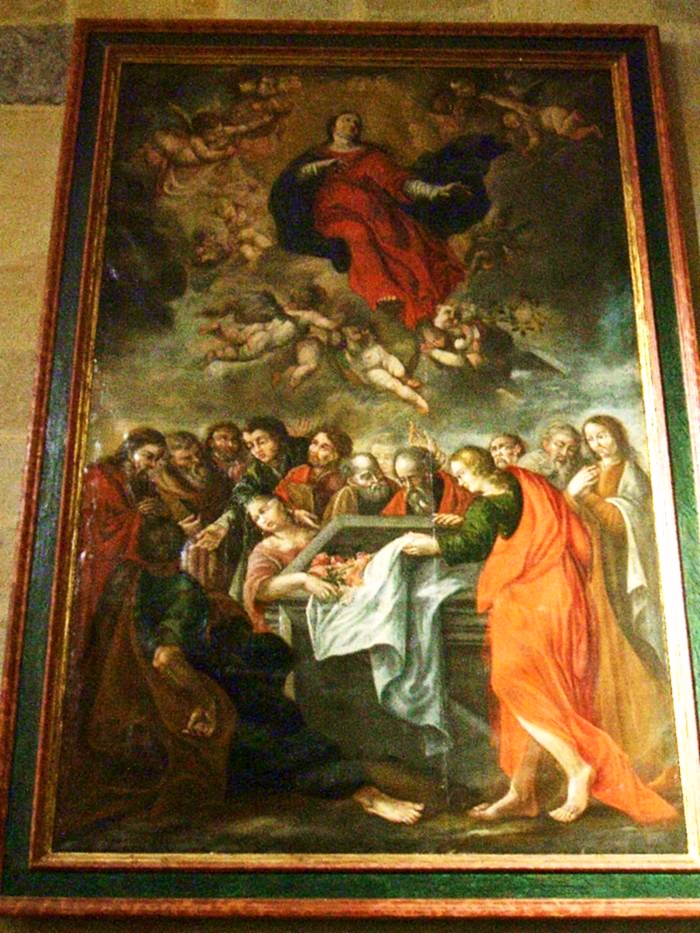
Pintura da Assunção de Nossa Senhora, obra que se supõe datar dos finais do século XVII, nave da Epístola

No primeiro tramo da Nave da Epístola, num nicho de pedra, encontra-se uma estátua de Santo António com o Menino, uma obra rococó atribuída a Juan Pascual de Mena. Na continuação, um grande arco cego na parede abriga uma cópia moderna de Nossa Senhora de Begoña, a padroeira da Biscaia, da autoria do escultor Larrea. À sua direita está uma pintura dedicada à Assunção de Nossa Senhora, obra que se supõe datar dos finais do século XVII.
Pórtico
O pórtico exterior é um airoso exercício arquitetônico em estilo renascentista, carregado de decoração com motivos fantásticos e mensagens iconográficas. É constituído por um arco do triunfo sarapanel entre pares de colunas que resguardam São Pedro e São Paulo, com uma tribuna ou varanda-miradouro sobre a praça.
Campanário
O campanário é barroco, com corpo octogonal, pináculos sobre volutas nas esquinas, uma cúpula com claraboia rematada com um cata-vento, uma alegoria da fé talhada pelo artista cântabro Gerónimo de Argos. No exterior da nave da Epístola (a sul) destaca-se o conjunto duplo de arcos arcobotantes que descarregam as tensões geradas pela nave central, cuja altura é quase o dobro das laterais. Esses arcos são suportados por dois contrafortes elevados como pilastras.